# Kabinett Stoiber I
Das Kabinett Stoiber I bildete vom 17. Juni 1993 bis zum 27. Oktober 1994 die Staatsregierung des Freistaates Bayern.
Siehe auch Landtagswahl in Bayern 25. September 1994
| Amt oder Ressort                                                               | Amtsinhaber(in)                                            | Partei | Partei | Staatssekretär(in)                                                                                | Partei | Partei |
| ------------------------------------------------------------------------------ | ---------------------------------------------------------- | ------ | ------ | ------------------------------------------------------------------------------------------------- | ------ | ------ |
| Ministerpräsident                                                              | Edmund Stoiber                                             |        | CSU    | Herbert Huber                                                                                     |        | CSU    |
| Leiter der Staatskanzlei                                                       | Herbert Huber                                              |        | CSU    |                                                                                                   |        |        |
| Unterricht, Kultus, Wissenschaft und Kunst Stellvertretender Ministerpräsident | Hans Zehetmair                                             |        | CSU    | Monika Hohlmeier Unterricht und Kultus Bernd Kränzle Wissenschaft und Kunst                       |        | CSU    |
| Inneres                                                                        | Günther Beckstein                                          |        | CSU    | Hermann Regensburger Allgemeine Verwaltung Alfred Sauter Staatsbauverwaltung / Oberste Baubehörde |        | CSU    |
| Justiz                                                                         | Herrmann Leeb                                              |        | CSU    | Gerhard Merkl                                                                                     |        | CSU    |
| Finanzen                                                                       | Georg Freiherr von Waldenfels                              |        | CSU    | Alfons Zeller                                                                                     |        | CSU    |
| Wirtschaft und Verkehr                                                         | Otto Wiesheu                                               |        | CSU    | Hans Spitzner                                                                                     |        | CSU    |
| Ernährung, Landwirtschaft und Forsten                                          | Reinhold Bocklet                                           |        | CSU    | Marianne Deml                                                                                     |        | CSU    |
| Arbeit und Sozialordnung, Familie, Frauen und Gesundheit                       | Gebhard Glück                                              |        | CSU    | Barbara Stamm                                                                                     |        | CSU    |
| Landesentwicklung und Umweltfragen                                             | Peter Gauweiler bis 23.02.1994 Thomas Goppel ab 25.02.1994 |        | CSU    | Christl Schweder                                                                                  |        | CSU    |
| Bundes- und Europaangelegenheiten                                              | Thomas Goppel bis 25.02.1994 Edmund Stoiber ab 25.02.1994  |        | CSU    | Johann Böhm                                                                                       |        | CSU    |